# Чайка (театральная премия)
Российская театральная премия «Чайка» — самая неформальная и субъективная из профессиональных театральных наград России. Вручение премии традиционно проводится в канун Нового года.

## История
Создателями премии считаются Иван Демидов, бывший в то время генеральным продюсером и ведущим канала «ТВ-6 Москва», а также Екатерина Коновалова и Елена Лапина, работавшие там же над популярной программой «Театральный понедельник». Премия учреждена в 1996 году, первоначально как премия канала ТВ-6. Первая церемония вручения театральной премии «Чайка» состоялась в декабре 1996 года. Ведущие церемоний — Екатерина Коновалова и Игорь Золотовицкий.
Состав и количество номинаций со временем изменяется. На 12-й церемонии вручения было 19 номинаций премии.

## Номинации
- «Pret-a-porter»- премия вручается за самые стильные костюмы сезона (под стильностью в данном случае подразумевается соответствие костюма духу спектакля и времени).
- «Мелодии и ритмы» — премия вручается за лучшее музыкальное оформление спектакля в прошедшем сезоне.
- «Убойная сила» — премия вручается лучшему театральному критику.
- «Обыкновенное чудо» — премия вручается за самую эффектную сцену спектакля.
- «Синхронное плавание» — премия вручается за лучший коллектив спектакля.
- «Прорыв» — премия вручается за переход молодого актёра из разряда «подающих надежды» в категорию «звезд».
- «Двойной удар» — премия вручается за наиболее удачное соединение двух партнёров.
- «Улыбка» (категория М и Ж) — премия вручается за лучшую комедийную роль сезона (мужскую и женскую соответственно).
- «Некоторые любят погорячее» — премия вручается за самую откровенную любовную сцену, не выходящую в своей откровенности за рамки вкуса.
- «3лодей» — премия вручается за лучшую отрицательную роль сезона.
- «Ослепительный миг» — премия вручается за лучшую роль второго плана.
- «Патриарх» — почетная «Чайка» за вклад в развитие театрального искусства.
- «Обольстительная женщина» — премия вручается за наиболее ярко выраженный сексуальный женский образ на сцене.
- «Роковой мужчина», эквивалент статуса «секс-символ». Вручается за наиболее ярко выраженный сексуальный мужской образ на сцене.
- «Сделай шаг» — премия вручается режиссёру за наиболее смелое прочтение классической пьесы на современной сцене.
- «Диагноз: актёр» — премия вручается персонажам, не имеющим прямого отношения к драматическому театральному искусству или вернувшимся на сцену после долгого перерыва.
- «Умелые руки» — премия за грим.[8]
- «Господин оформитель» — премия лучшему сценографу.[8]
- «Сердце ангела» — премия лучшему театральному продюсеру.[9]

## Лауреаты
Лауреаты премии «Чайка»